# Abdelmadjed Touil
Abdelmadjed Touil (ur. 11 lutego 1989) – algierski lekkoatleta, specjalizujący się w biegach średnich.
W 2008 zajął odległe miejsce w mistrzostwach świata w przełajach oraz był jedenasty w biegu na 1500 metrów podczas juniorskich mistrzostw świata. Wicemistrz uniwersjady w Shenzhen (2011) w biegu na 1500 metrów. Złoty (indywidualnie) i brązowy (drużynowo) medalista akademickich mistrzostw świata w biegach przełajowych (Łódź 2012).
Brat bliźniak Imada – mistrza świata juniorów w biegu na 1500 metrów z 2008.
Rekord życiowy: bieg na 1500 m – 3:39,87 (30 czerwca 2009, Villeneuve-d’Ascq).

## Osiągnięcia
| Rok  | Impreza                                     | Miejsce        | Konkurencja                   | Lokata      | Wynik   |
| ---- | ------------------------------------------- | -------------- | ----------------------------- | ----------- | ------- |
| 2007 | Mistrzostwa świata w przełajach             | Mombasa        | bieg juniorów                 | 50. miejsce | 27:02   |
| 2008 | Mistrzostwa świata w przełajach             | Edynburg       | bieg juniorów                 | 42. miejsce | 24:45   |
| 2008 | Mistrzostwa świata juniorów                 | Bydgoszcz      | bieg na 1500 m                | 11. miejsce | 3:51,82 |
| 2011 | Światowe igrzyska wojska                    | Rio de Janeiro | bieg na 800 m                 | półfinał    | 1:48,14 |
| 2011 | Uniwersjada                                 | Shenzhen       | bieg na 1500 m                | 2. miejsce  | 3:48,24 |
| 2012 | Akademickie mistrzostwa świata w przełajach | Łódź           | bieg mężczyzn na ok. 10 km    | 1. miejsce  | 29:11   |
| 2013 | Mistrzostwa świata w biegach przełajowych   | Bydgoszcz      | bieg seniorów                 | 40. miejsce | 34:25   |
| 2013 | Mistrzostwa panarabskie                     | Doha           | bieg na 3000 m z przeszkodami | 1. miejsce  | 8:57,92 |
| 2013 | Igrzyska śródziemnomorskie                  | Mersin         | bieg na 3000 m z przeszkodami | 4. miejsce  | 8:22,62 |
| 2013 | Mistrzostwa świata                          | Moskwa         | bieg na 3000 m z przeszkodami | eliminacje  | 8:25,89 |